# Unione Sportiva Bagnolese 1934-1935
Questa pagina raccoglie i dati riguardanti l'Unione Sportiva Bagnolese nelle competizioni ufficiali della stagione 1934-1935.

## Divise
| Casa | Trasferta |

## Rosa
| N. |                   | Ruolo | Calciatore      |
| -- | ----------------- | ----- | --------------- |
|    | Italia (bandiera) | D     | Matteo Apicella |
|    | Italia (bandiera) | A     | Aldo Bandini    |
|    | Italia (bandiera) | P     | De Fraia        |
|    | Italia (bandiera) |       | De Julio        |
|    | Italia (bandiera) |       | Furlani         |
|    | Italia (bandiera) |       | Granato         |
|    | Italia (bandiera) |       | Lovera          |

| N. |                   | Ruolo | Calciatore  |
| -- | ----------------- | ----- | ----------- |
|    | Italia (bandiera) |       | Malicodi    |
|    | Italia (bandiera) |       | Paccagnella |
|    | Italia (bandiera) |       | Paone       |
|    | Italia (bandiera) |       | Piccolo II  |
|    | Italia (bandiera) |       | Sacchi II   |
|    | Italia (bandiera) |       | Sbriglia    |